# Права ЛГБТ в Исландии
Права лесбиянок, геев, бисексуалов и трансгендеров (ЛГБТ) в Исландии очень прогрессивны. Исландию часто называют одной из самых дружественных к ЛГБТ стран в мире. Однополые пары имеют равный доступ к усыновлению и ЭКО с 2006 года. В феврале 2009 года к власти пришло правительство меньшинства во главе с Йоханной Сигурдардоттир, первым в мире главой правительства, открыто гомосексуальной. Парламент Исландии единогласно внёс поправки в закон страны о браке 11 июня 2010 года, определяя брак как брак между двумя людьми, тем самым сделав однополые браки законными. Закон вступил в силу 27 июня 2010 года.

## Законность однополой сексуальной активности
Согласно исследованию 2020 года, «учёные обнаружили, что именно с модернизацией и растущей урбанизацией во второй половине девятнадцатого века однополые половые акты между мужчинами стали считаться преступными».
Закон, криминализирующий однополые сексуальные отношения, был отменён в 1940 году. В 1992 году возраст сексуального согласия был установлен на уровне 14 лет, а в 2007 году он был повышен до 15 лет, независимо от пола и сексуальной ориентации

## Признание однополых отношений
Зарегистрированные партнёрства для однополых пар стали легальными в 1996 году. Закон, известный как Закон о зарегистрированных партнёрствах, был заменён 27 июня 2010 года законом о браке, нейтральным с гендерной точки зрения. После регистрации партнёрства однополым парам были предоставлены многие из тех же прав, обязанностей и преимуществ в браке, в том числе возможность усыновить приёмных детей. 
23 марта 2010 года правительство Исландии представило законопроект, разрешающий однополым парам вступать в брак. 11 июня 2010 года Парламент единогласно одобрил законопроект 49 голосами против 0. Закон вступил в силу 27 июня. В тот день премьер-министр Йоханна Сигурдардоттир вышла замуж за своего партнёра Йонину Леосдоттир, став одной из первых однополых пар, заключивших брак в Исландии.
В октябре 2015 года Церковь Исландии проголосовала за разрешение однополым парам заключать брак в своих церквях.

## Усыновление и планирование семьи
27 июня 2006 года исландские однополые пары получили право на ряд законов, включая доступ к лечению оплодотворения при помощи ЭКО и совместное усыновление детей. Усыновление пасынка (когда человек может усыновить биологического ребёнка своего партнёра) разрешено в Исландии с 2000 года.

## Защита от дискриминации
В 1996 году Альтинг принял поправки к Исландскому уголовному кодексу, добавив сексуальную ориентацию в закон страны о недискриминации. Это сделало незаконным отказывать людям в товарах или услугах из-за их сексуальной ориентации или публично нападать на человека или группу людей с издевательством, клеветой, оскорблениями или угрозами из-за их сексуальной ориентации. В 2014 году парламент одобрил поправку к Уголовному кодексу, добавив гендерную идентичность в список антидискриминационных оснований.
С 2008 года дискриминация людей по признаку сексуальной ориентации в сфере образования была незаконной.
До 2018 года в Исландии не было законов, запрещающих дискриминацию при приёме на работу по любому признаку. Комитет, который министр благосостояния Эйгло Хардардоттир основала в 2014 году, представил свои заключения в ноябре 2016 года, порекомендовав парламенту принять общий закон о дискриминации. Такой закон будет включать защиту на основе сексуальной ориентации, гендерной идентичности и половых характеристик. 11 июня 2018 года Парламент одобрил закон, запрещающий дискриминацию при приёме на работу, в том числе по признаку сексуальной ориентации, гендерной идентичности, гендерного самовыражения и половых характеристик. Закон, известный как Закон о равном обращении на рабочем месте.

## Права трансгендеров и интерсексуалов
11 июня 2012 года парламент Исландии проголосовал за новый закон, смягчающий правила, касающиеся гендерной идентичности, и разрешающий всестороннее признание приобретённого пола и введение мер защиты гендерной идентичности. Эти законы были приняты 27 июня 2012 года. Согласно законам, Национальная университетская больница Исландии обязана создать отделение, занимающееся диагностикой гендерной дисфории, а также проведением операций по смене пола. После успешного завершения 18-месячного процесса, включая 12 месяцев проживания в соответствии со своим полом, кандидаты предстают перед комитетом профессоров. Если комитет определяет, что диагноз гендерной дисфории уместен, об этом информируется Национальный реестр, и кандидат выбирает новое имя, отражающее его пол, и ему выдаётся новый идентификационный номер и удостоверение личности. Операция по смене пола не требуется для официального изменения имени и признания пола.
В июне 2019 года Альтинг проголосовал 45–0 за законопроект о внедрении модели самоопределения, как и во многих странах Европы и Южной Америки. Новый закон позволяет трансгендерам изменять свой юридический пол без необходимости получать диагноз медицинского и психического расстройства или проходить стерилизацию и операцию по смене пола. Несовершеннолетние также могут изменить свой юридический пол с согласия родителей. Кроме того, закон позволяет людям выбирать вариант третьего пола, известный как «X» в официальных документах. Закон вступил в силу 1 января 2020 года и окончательно вступил в силу в январе 2021 года. Первоначальный закон включал запрет на медицинское вмешательство, проводимое в отношении детей-интерсексуалов, но он был отменён, чтобы увеличить вероятность перехода в Альтинг. Вместо этого был создан комитет для обсуждения вопроса и отчёта в течение года.

## Половое воспитание
С 2016 года город Хафнарфьордюр включает информацию об однополых отношениях в уроки полового воспитания в восьмом классе (возраст 14–15 лет).
Университет Исландии организует несколько общественных мероприятий, таких как экскурсии, во время которых студенты могут узнать о проблемах ЛГБТ и обсудить возникающие вопросы.

## Донорство крови
Мужчины, практикующие секс с мужчинами, в настоящее время не могут сдавать кровь в Исландии. В 2014 году мужчина подал иск против запрета на сдачу крови, назвав нынешнюю политику ярким примером дискриминации [38].
В октябре 2015 года министр здравоохранения Кристьян Тор Хулиуссон объявил о своей поддержке нормативных изменений, позволяющих мужчинам, практикующим секс с мужчинами в Исландии, сдавать кровь. Было объявлено, что когда-нибудь в ближайшем будущем Исландия позволит геям и бисексуальным мужчинам сдавать кровь.

## Общественное мнение
Опрос общественного мнения, проведённый Gallup в феврале 2000 года, показал, что 53% исландцев поддерживают право лесбиянок и геев усыновлять детей, 12% заявили о своём нейтралитете и 35% выступили против права на усыновление .
Опрос Gallup в июле 2004 года показал, что 87% исландцев поддерживают однополые браки.
В мае 2015 года ЛГБТ-социальная сеть PlanetRomeo опубликовала свой первый Индекс счастья геев (GHI). Мужчин-геев из более чем 120 стран спросили о том, что они думают о взглядах общества на гомосексуальность, как они переживают то, как с ними обращаются другие люди, и насколько они довольны своей жизнью. Исландия заняла первое место с рейтингом GHI в 79 баллов.

## Условия жизни

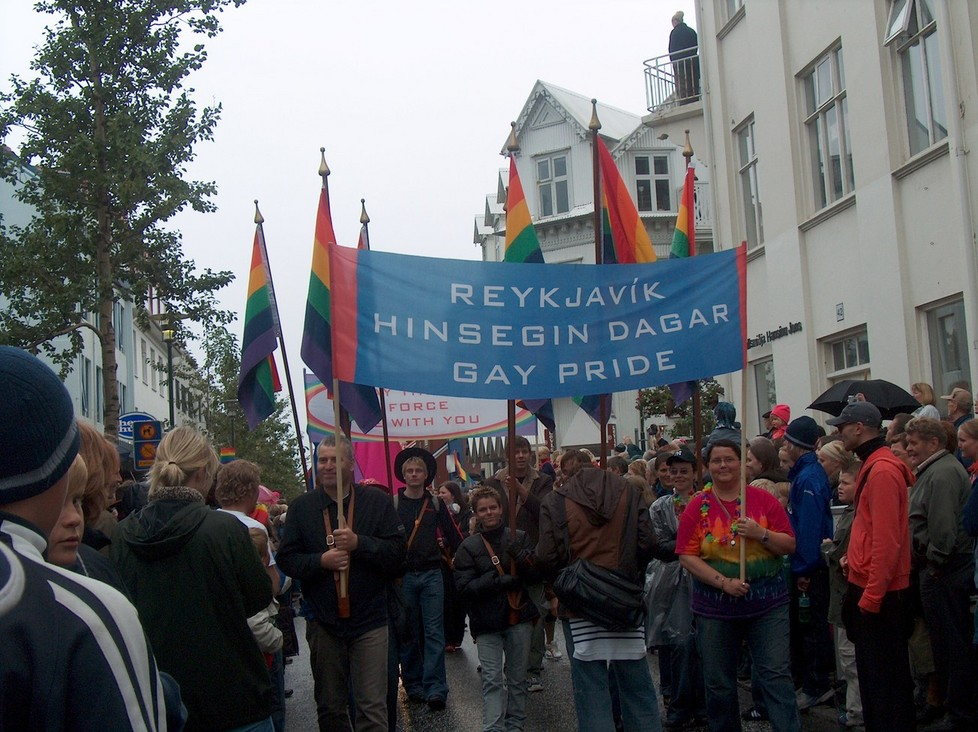
Гей-прайд в Рейкьявике в 2004 году

Несмотря на небольшое население, в Исландии есть заметная гей-сцена, особенно в столице Рейкьявике, где есть несколько баров и кафе, а также некоторые места смешанного типа для геев и натуралов. Однако в других частях Исландии из-за малочисленности населения практически нет гей-сцены. Например, в Акюрейри, самом большом городе за пределами столицы, нет гей-баров. 

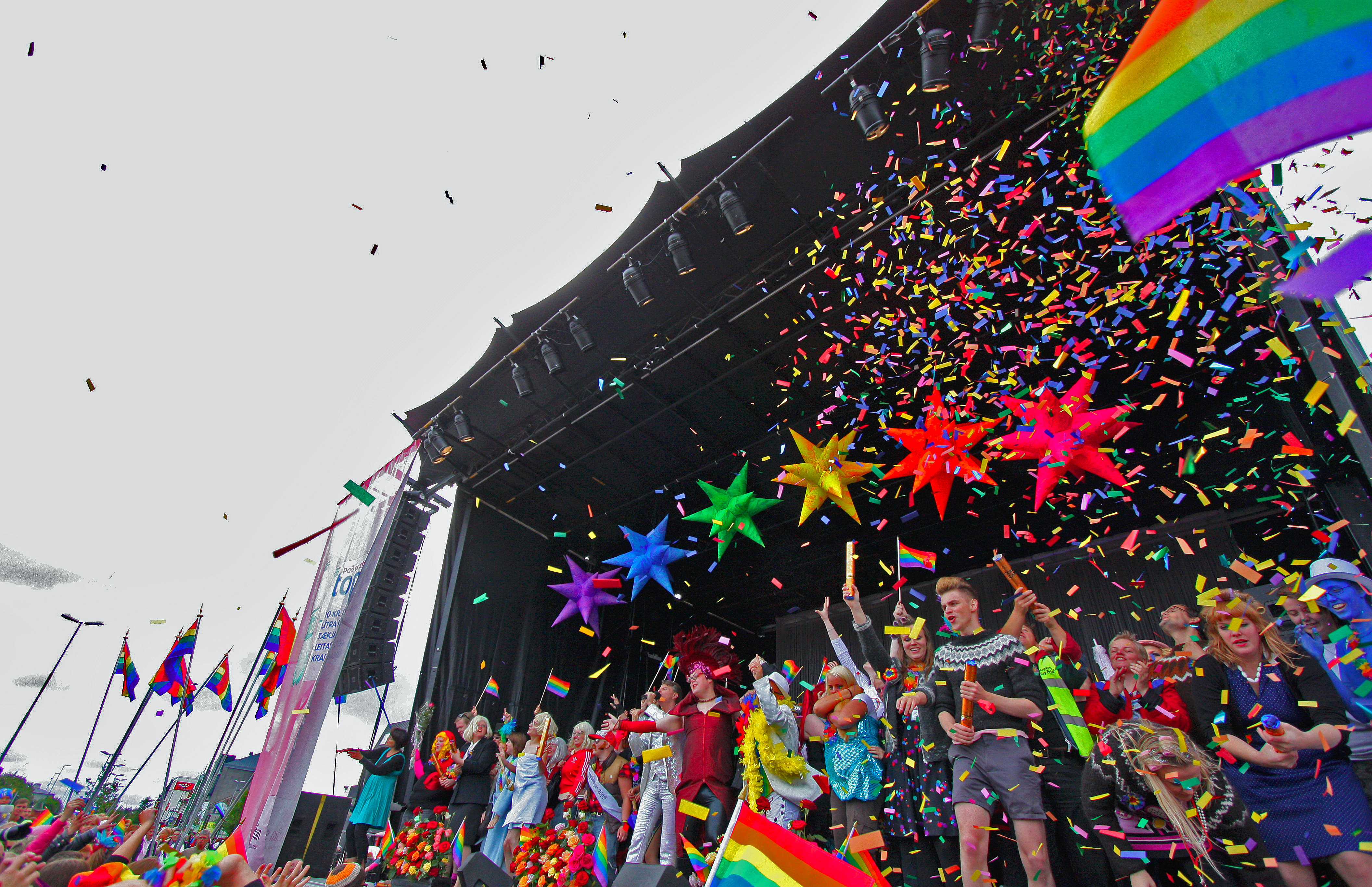
Участники гей-парада в Рейкьявике в 2009 году

Гей-парады в Исландии обычно проводятся в августе и являются одними из крупнейших ежегодных мероприятий Исландии. В 2015 году мероприятие Reykjavík Pride посетило около 100 000 человек, что составляет около 30% населения Исландии . В 2016 году президент Исландии Гвюдни Йоханнессон участвовал в гей-параде в Рейкьявике, что сделало его первым президентом, посетившим гей-парад. 
Исландию часто называют одной из самых дружественных к ЛГБТ стран в мире. Несмотря на то, что общественная антипатия к ЛГБТ была высокой до 1980-х годов, с тех пор признание значительно возросло. Среди первых ЛГБТ-людей, выступивших публично, были Хордур Торфасон и Анна Кристьянсдоттир, которые изначально столкнулись с общественной дискриминацией и насмешками. Самая старая из существующих исландских ЛГБТ-организаций - Samtökin '78, которая была образована в 1978 году. Они организовали свои первые публичные протесты в 1982 году при поддержке родственных ассоциаций в Дании, Швеции и Норвегии. В течение 1980-х годов Исландия подверглась значительному давлению со стороны других скандинавских государств с целью улучшить условия жизни ЛГБТ и принять антидискриминационное законодательство; в 1984 году Северный совет призвал свои государства-члены положить конец дискриминации геев и лесбиянок. В последующие годы ЛГБТ-группы и активисты начали привлекать внимание общественности и повышать осведомлённость о своей цели и движении. С большей наглядностью отношение общества начало развиваться и становиться более приемлемым и терпимым.
В 1996 году было легализовано зарегистрированное партнёрство для однополых пар, что сделало Исландию четвёртой страной в мире, предоставляющей юридическое признание однополым парам (после Дании, Норвегии и Швеции). Также были приняты антидискриминационные законы, касающиеся сексуальной ориентации, усыновление однополыми парами было узаконено, а законы о переходном этапе трансгендеров были смягчены, что дало трансгендерам право изменять свой юридический пол в официальных документах. В 2010 году исландский парламент единогласно проголосовал за легализацию однополых браков; Исландия стала девятой страной, легализовавшей его, присоединившись к Нидерландам, Бельгии, Испании, Канаде, ЮАР, Норвегии, Швеции и Португалии. Кроме того, бывший премьер-министр Йоханна Сигурдардоттир (2009-2013), первый открытый гей-глава правительства в современной истории, и её партнёр Йонина Леосдоттир стали одной из первых пар, которые поженились в Исландии после принятия нового закона. Опросы общественного мнения выявили подавляющую общественную поддержку однополых браков и прав ЛГБТ в более широком смысле.
Опрос 2004 года показал, что 87% исландцев поддерживают однополые браки, что является одним из самых высоких показателей в мире. Более того, в 2015 году Исландская церковь (около двух третей исландцев являются её членами) проголосовала за разрешение однополым парам вступать в брак в своих церквях.
Исландия - очень безопасное место как для ЛГБТ, так и для путешественников. Страна включена в «10 лучших направлений для весёлых свадеб» по версии журнала Lonely Planet.